# شهرستان حجه
ناحیهٔ حجه (به عربی: مدیریة حجة) یک ناحیه در یمن است که در استان حجه واقع شده‌است. شهرستان حجه ۲۹٬۵۳۳ نفر جمعیت دارد.